# 李玉藻
李玉藻，湖北监利人，是一名清朝政治人物。
李玉藻曾于1767年接替褚启宗任青浦县知县一职，1768年由褚启宗接任。